# Trofeja orožja
Trofeja orožja v umetnosti in arhitekturi je pravi ali upodobljen umetniško sestavljen prikaz orožja in druge vojaške opreme, pogosto ujete od poraženega sovražnika, kot okras, namenjen zmagovitemu razkazovanju ali kot vojaška predstava moč monarha. Podobne okrasne navpične postavitve lovskega pribora, glasbil ali drugih predmetov se običajno tudi imenuje trofeje.
Izraz izvira iz starogrškega tropaiona in enakovrednega rimske tropeja, vojaških zmag, ki so jih obeležili s prikazom dejanskega zajetega orožja, oklepov in standardov (praporov). Uporaba trofej kot okrasja v dekoraciji je postala priljubljena v italijanski renesansi in kot arhitekturni element v reliefu ali samostojni skulpturi v času baroka, kjer se pogosto uporabljajo kot nekakšen zaključek za okrasitev strešnih linij, vratnih stebrov in drugi elementi stavb vojaških združenj, ki so vključevali večino kraljevskih palač.
Cezarjeva zmaga Andree Mantegne (1482–94, danes kraljeva zbirka) je serija slik rimskega triumfa Julija Cezarja, ki je kmalu postala izjemno vplivna v tiskani obliki. Prikazali so pokale, ki so jih nosili na vozičkih in na palicah, in verjetno dali velik zagon trendu okrasnih odtisov trofej, ki so jih nato kopirali v vrsti medijev.

## Izvor
To prakso so v klasični dobi uporabljali Grki in Rimljani. Homerjeva Iliada opisuje prakso bojevnikov v trojanski vojni, da odstranijo oklep in orožje ubitega nasprotnika, da bi darovali bogovom. To je bilo v nasprotju s preprostim plenom. Na grških in rimskih kovancih so bile običajno upodobljene trofeje orožja.
V Angliji je bila tradicija izdelovanja trofejnega orožja in oklepov, zasnovana za prikaz britanske vojaške moči, ustanovljena v orožarni londonskega stolpa od poznega 17. stoletja. Okoli leta 1700 je John Harris v velikem skladišču ustvaril impresiven prikaz, ki je vključeval kačo in sedemglavo hidro, skupaj z različnim orožjem, vključno z mušketami, pištolami in meči. Starinar William Maitland ga je opisal kot prizor, »ki ga nikoli nihče ni opazil brez začudenja ... ki se mu morda ne bi mogel primerjati v svetu«.

## Sestavni elementi
Elementi, ki so običajno prikazani v starinskih trofejah orožja, so:
- oprsnica
- kopje
- helebarda
- lok
- puščice
- tulci za puščice
- prižgane bakle
- meči
- topovi in krogle
- zajeti vojaški standardi
- gorjača
- heraldika in grbi

## Galerija
- Starinska trofeja z orožjem, s škotskimi gajdami, grafika ok. 1750, avtor William Hogarth (1697–1764)
- Prizor iz Cezarjeve zmage, Andrea Mantegna
- Rimski Denarius ok. 46-45 pr. n. št., prikazuje zajeto galejo na eni strani in žalostno žensko, ki simbolizira Galijo, poraženo na drugi
- Triumf na dvorišču praškega gradu
- Triumf na vratih stavbe Generalštaba (Sankt Peterburg)
- Triumf na glavnih vratih palače Hampton Court
- Grb Copenhagna je dvojna trofeja
- Grb Haitija